# Punteado
Punteado  (von spanisch puntear ‚punktieren‘) ist eine historische Spielanweisung für Zupfinstrumente, bei der die Saiten – im Gegensatz zum Rasgueado, dem simultanen Durchschlagen aller Saiten beim Akkordspiel – je nach Anzahl der in einer punto contra punto, d. h. kontrapunktisch angelegten Textur zu realisierenden Stimmen mit einem oder mehreren Fingern durch „punktuelles“ Zupfen angeschlagen werden sollen. 
Durch die Anschlagstechnik des Punteado lassen sich horizontale Bezüge in mehrstimmigen Sätzen klanglich konsistenter darstellen, als durch das Rasgueado, das sich auf die vertikale und rhythmische Dimension von Zusammenklängen beschränkt. Das von spanischen Autoren am Anfang von Kompositionen als Spielanweisung für die Barockgitarre häufig verwendete Begriffspaar punteado y rasgueado im Sinne von „Zupfen und Schlagen“ verweist auf Stücke mit einer gemischten Textur, bei der sich homophone Akkordfolgen und kontrapunktische Passagen abwechseln.